# Heidi N Closet
Trevien Anthonie Cheek, plus connu sous le nom de scène Heidi N Closet, est une drag queen américaine principalement connue pour sa participation à la douzième saison de RuPaul's Drag Race et à la huitième saison de RuPaul's Drag Race All Stars.

## Jeunesse
Trevien Anthonie Cheek naît le 26 septembre 1994 à Ramseur, en Caroline du Nord, aux États-Unis,. Il est élevé par sa grand-mère après le décès prématuré de sa mère.

## Carrière
Trevien Anthonie Cheek découvre le drag en 2014, à l'âge de 18 ans, après avoir été invité à un drag show à Winston-Salem. Il choisit le nom de scène Heidi N Closet en référence à l'expression anglaise « hiding in the closet » (« se cacher dans le placard »), qui signifie dissimuler publiquement son homosexualité.

Le 23 janvier 2020, Heidi N Closet est annoncée comme l'une des treize candidates de la douzième saison de RuPaul's Drag Race, où elle se place cinquième et obtient le titre de Miss Congeniality,. Au cours de la saison, elle parle ouvertement de l'extrême pauvreté à laquelle elle a fait face au cours de sa vie :
Le jour où je suis arrivée sur le plateau de RuPaul's Drag Race, je n'avais que 33 cents sur mon compte en banque. Même payer pour le supplément bagages était un grand stress. (...) J'ai dépensé entre 4 000 et 5 000 dollars pour l'entièreté de ce que j'ai apporté, alors que certaines candidates ont dépensé entre 20 000 et 50 000 dollars pour leurs tenues. Je savais que les miennes ne leur arriveraient pas à la cheville.
Le 20 avril 2023, Heidi N Closet est annoncée comme l'une des douze candidates de la huitième saison de RuPaul's Drag Race All Stars.

## Vie privée
Trevien Anthonie Cheek est ouvertement homosexuel. Il réside actuellement à Los Angeles, en Californie.

## Filmographie

### Cinéma
- 2021 : The Bitch Who Stole Christmas : un stagiaire[10]

### Télévision
- 2020 : RuPaul's Drag Race : candidate, 5e place (saison 12)[4]
- 2021 :
  - RuPaul's Drag Race : invitée, épisodes 12 et 16 (saison 13)[11]
  - RuPaul's Drag Race All Stars : invitée, épisode 8 (saison 6)[12]
- 2023 : RuPaul's Drag Race All Stars : candidate (saison 8)[8]